# NGC 567
NGC 567 је лентикуларна галаксија у сазвежђу Кит која се налази на NGC листи објеката дубоког неба.
Деклинација објекта је - 10° 15' 53" а ректасцензија 1h 27m 2,3s. Привидна величина (магнитуда) објекта NGC 567 износи 14,2 а фотографска магнитуда 15,2. NGC 567 је још познат и под ознакама MCG -2-4-53, NPM1G -10.0054, PGC 5402.